# Gloria (Yui)
Gloria è un brano musicale della cantante giapponese Yui, pubblicato come suo sedicesimo singolo il 20 gennaio 2010. Il brano è incluso nell'album Holidays in the Sun, terzo lavoro della cantante. Il singolo ha raggiunto la prima posizione della classifica Oricon dei singoli più venduti in Giappone, vendendo 113.723. Il singolo è stato certificato disco d'oro.

## Tracce
CD Singolo SRCL-7198
1. GLORIA
2. Muffler
3. It's all too much ~YUI Acoustic Version~
4. GLORIA ~Instrumental~

## Classifiche
| Classifica (2010) | Posizione più alta |
| ----------------- | ------------------ |
| Giappone (Oricon) | 1                  |